# Trey Parker
Trey Parker (født 19. oktober 1969) er en amerikansk filmproducent og den ene af skaberne bag den kendte animerede tv-serie South Park. Han har skabt serien sammen med Matt Stone, og de to lægger selv stemmer til størstedelen af figurerne i showet.

## Personligt liv
Parker blev født i Conifer, Colorado, som søn af forsikringsmedarbejderen Sharon og geologen Randolph "Randy" Parker, var et genert barn, der senere blev sendt i specialklasse. Han idoliserede Monty Python, som han begyndte at se på tv i tredje klasse og blev interesseret i animation, især på grund af Terry Gilliam. I sjette klasse skrev Parker en sketch med titlen The Dentist og fremførte den skolens talentshow. Han spillede tandlægen og fik en ven til at spille patienten. Sketchen involverede, hvad der kan gå galt hos en tandlæge; På grund af brugen af teaterblod blev Parkers forældre kaldt hen til skolen.